# عباس‌کندی (مشگین‌شهر)
عباس‌کندی یک منطقهٔ مسکونی در ایران است که در دهستان ارشق شمالی واقع شده‌است. براساس سرشماری مرکز آمار ایران در سال ۱۳۹۵، عباس‌کندی ۱۲۰ نفر جمعیت دارد.